# Tossal de Vilabella
El Tossal de Vilabella és el pic més alt de la Serra d'Alsamora a 1.106,3 m d'altitud. Pertany al terme municipal de Sant Esteve de la Sarga, a la comarca del Pallars Jussà. Just a llevant del tossal hi ha la Collada de Vilabella, per on passava el camí vell de Castellnou de Montsec a Sant Esteve de la Sarga.
Queda exactament en la vertical nord del Coll de Fabregada, que, dins de la Feixa, fa de partió d'aigües cap a les dues Nogueres: Ribagorçana cap a l'oest, Pallaresa cap a l'est. És equidistant (1,5 km.) dels pobles d'Alsamora (que queda a l'oest-sud-oest) i de Sant Esteve de la Sarga (a l'est-sud-est).
Ofereix una bona visió del Montsec d'Ares, amb la muntanya de Sant Alís, i les valls de Sant Esteve de la Sarga, l'anomenada la Feixa, i del barranc de la Clua, on hi ha els pobles de Castellnou de Montsec, la Torre d'Amargós i la Clua.
També la vista s'estén cap al nord, amb les muntanyes que formen el massís de Montllobar, del terme de Tremp (territori de Castissent), cap a ponent, amb la vall de la Noguera Ribagorçana i les serralades de la zona administrativament aragonesa de la Ribagorça, i cap a llevant, amb les serres que contenen el castell de Mur i les seves fortaleses subsidiàries (Miravet, el Meüll, etcètera).